# Citrongrässläktet
Citrongrässläktet (Cymbopogon) är ett släkte med runt 55 arter som trivs i varmare klimat.

## Urval av arter
- Cymbopogon ambiguus
- Cymbopogon bombycinus
- Cymbopogon citratus (Västindiskt citrongräs)
- Cymbopogon flexuosus (Ostindiskt citrongräs)
- Cymbopogon martinii (Palmarosagräs)
- Cymbopogon nardus (Ceyloncitronella)
- Cymbopogon obtectus
- Cymbopogon procerus
- Cymbopogon proximus
- Cymbopogon refractus
- Cymbopogon schoenanthus
- Cymbopogon winterianus